# The Lane That Had No Turning
The Lane That Had No Turning is een Amerikaanse dramafilm uit 1922 onder regie van Victor Fleming. De film is wellicht zoekgeraakt.

## Verhaal
Louis Racine trouwt met de bekende zangeres Madelinette, nadat hij een grote erfenis heeft gedaan. Hij heeft echter twee geheimen. Allereerst heeft hij weet van een tweede testament, waardoor hij zijn geld kwijt kan spelen. Daarnaast lijdt hij aan een ziekte, waardoor hij langzaam misvormd raakt. Louis wil koste wat het kost zijn zijn erfenis veiligstellen.

## Rolverdeling
| Acteur           | Personage           |
| ---------------- | ------------------- |
| Agnes Ayres      | Madelinette         |
| Theodore Kosloff | Louis Racine        |
| Mahlon Hamilton  | George Fournel      |
| Wilton Taylor    | Joe Lajeunesse      |
| Frank Campeau    | Tardiff             |
| Lillian Leighton | Marie               |
| Charles West     | Havel               |
| Robert Bolder    | Mijnheer Poire      |
| Frederick Vroom  | Gouverneur-generaal |